# Naturpark Hessische Rhön

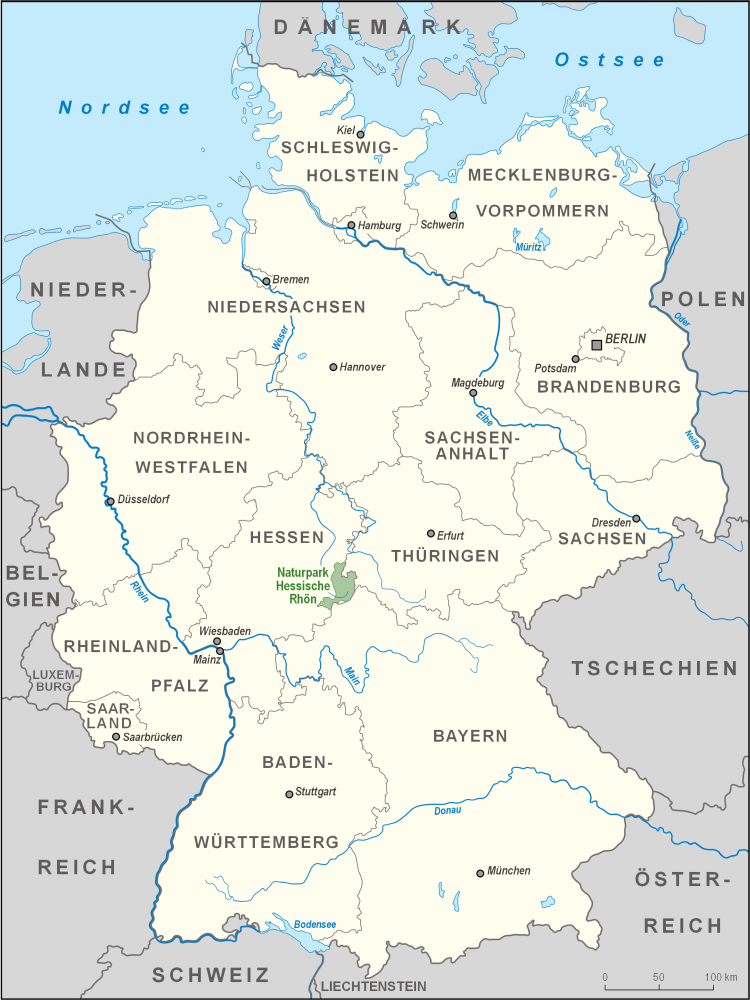
Lage des Naturparks Hessische Rhön

Der Naturpark Hessische Rhön wurde 1962 ausgewiesen und bis 1975 mehrfach erweitert. Er liegt in der Rhön in Osthessen an der Grenze nach Thüringen und Bayern. Großteile des Naturparks sind mit denen des Naturparks Bayerische Rhön Teil des länderübergreifenden Biosphärenreservates Rhön.

## Geographie und Landschaft
Der 720 km² große Naturpark Hessische Rhön liegt im Norden und Westen der Rhön nordnordöstlich über östlich bis südsüdwestlich der Stadt Fulda. Er stößt im Südwesten an den Naturpark Hessischer Spessart, im Osten und Süden an den Naturpark Bayerische Rhön. In der Nähe liegt im Westen der Vogelsberg. Der Naturpark ist geprägt von Mischwald, Fließgewässern, Seen wie dem Guckaisee, Mooren, Grünland und Trockenbiotopen.